# Endzeit
Endzeit est une bande dessinée écrite et dessinée par Olivia Vieweg. La réalisatrice suédoise Carolina Hellsgård l'adapte au cinéma en 2018.

## Synopsis
Après qu'une épidémie a transformé presque toute la population mondiale en zombis, seules deux villes allemandes, Weimar et Iéna, sont les derniers vestiges de civilisation. Deux jeunes femmes, Vivi et Eva, quittent Weimar pour essayer de rejoindre Iéna. Elles devront traverser un monde où la nature a repris ses droits.